# Willian José
Willian José da Silva, mais conhecido como Willian José (Porto Calvo, 23 de novembro de 1991), é um futebolista brasileiro que atua como atacante. Atualmente joga no Bahia.

## Carreira

### Início
Willian José iniciou sua carreira de atleta nas categorias de base do CRB, mas nunca chegou a disputar uma partida, participou apenas por três meses dos treinos com a equipe alvirrubra. No final do mesmo ano, recebeu uma proposta para realizar testes no então Grêmio Barueri, mas não aceitou. Com isso, no primeiro semestre do ano de 2007 teve uma breve passagem pela Chapecoense, mas não atuou, passou o segundo semestre somente aprimorando o condicionamento físico.
No ano de 2008 veio ao encontro das categorias de base do Grêmio Barueri, sendo o artilheiro do time no Campeonato Paulista Sub-17 com 10 gols. No ano seguinte, teve uma rápida passagem sem destaque pelo Rio Preto, voltando meses depois para o Grêmio Barueri.
Em 2009, com apenas 18 anos, Willian José tem sua grande estreia no futebol profissional atuando na partida válida pela 16ª rodada do Campeonato Brasileiro, que terminou em 2 a 1 para o Botafogo, no Engenhão. No ano seguinte, veio o seu primeiro gol como profissional, foi na primeira rodada do Campeonato Paulista, no empate em 1 a 1 contra o Sertãozinho.
Em 30 de novembro de 2010 Willian José foi convocado pelo técnico Ney Franco para a Seleção Brasileira Sub-20 que foi campeã do Campeonato Sul-Americano Sub-20 de 2011 no Peru.

### São Paulo
Em janeiro de 2011, Willian José foi emprestado ao São Paulo por dois anos e se apresentou em fevereiro, logo após sua participação no Campeonato Sul-Americano Sub-20 de 2011.
No dia 19 de fevereiro de 2011, aos 31 minutos do segundo tempo fez sua estreia no Tricolor Paulista marcando um golaço sobre o Bragantino na vitória do São Paulo por 4 a 0 no Morumbi. Willian José, também teve chance de jogar como titular em outros jogos pelo tricolor antes da chegada do ídolo Luís Fabiano. No entanto, no restante da temporada não fez boas atuações e não marcou mais nenhum gol.
E em 2012, após a lesão de Luis Fabiano, Willian José começou com tudo e depois de quase um ano conseguiu marcar outro gol com a camisa tricolor, contra o Guarani no dia 2 de fevereiro, e com uma sequência de bons jogos e gols se tornou um dos artilheiros do Campeonato Paulista de 2012.
Willian José no entanto foi muito criticado pela torcida do São Paulo, no jogo contra o Sport o jogador deixou o Morumbi vaiado pela torcida, no entanto a sua equipe venceu por 1 a 0 com gol de Ademilson. Em um jogo válido pelas quartas de final da Copa Sul-Americana de 2012 contra a Universidad de Chile, Willian se redimiu marcando dois gols dando assim a vitória ao São Paulo.

### Grêmio
Em 2013 teve uma rápida passagem pelo Grêmio, que contratou o jogador por um ano e meio. Apesar de ter um acerto verbal com o Santos, o clube paulista acabou encontrando dificuldades no processo. Não rendeu muito do que era esperado no Grêmio, pois, em 4 meses atuando pelo clube, teve apenas 9 participações e 3 gols na temporada.

### Santos
Em maio de 2013, sem espaço no Grêmio, Willian José teve seu empréstimo repassado ao Santos até dezembro de 2014. Seu primeiro gol com a camisa santista aconteceu em sua segunda partida e foi justamente contra o Grêmio, seu ex-clube.

### Real Madrid Castilla

#### 2013-14
Em janeiro de 2014, o empresário Gustavo Arribas, um dos representantes de Willian, considerou a proposta espanhola mais vantajosa e preferiu levá-lo para a Europa. O Real Madrid B garantiu a contratação do jogador junto ao Deportivo Maldonado, do Uruguai, clube detentor dos direitos econômicos dele, por empréstimo até o fim da temporada europeia.

### Real Madrid
No mês de abril de 2014, o técnico Carlo Ancelotti decidiu poupar a estrela do time Cristiano Ronaldo, e com isso, Willian José foi relacionado para a partida contra a Real Sociedad pelo Campeonato Espanhol.

### Real Zaragoza (empréstimo)

#### 2014-15
No dia 4 de setembro de 2014, o atacante foi apresentado ao Real Zaragoza e recebeu a camisa 10 dos Blanquillos. O jogador, então com 22 anos e que ainda tinha vínculo com o Deportivo Maldonado, foi emprestado até junho de 2015. José deixou o clube marcando 10 gols e dando 5 assistências em 38 jogos. Seu bom desempenho levou o time a disputar os play-offs de acesso à Primeira Divisão Espanhola, mas o jogador, mesmo sendo o artilheiro da competição pelo acesso, com três gols em quatro jogos, viu seu time perder a classificação na final contra o Las Palmas.[carece de fontes?]

### Las Palmas (empréstimo)

#### 2015-16
Após marcar 10 gols pela segunda divisão espanhola na temporada anterior, Willian, No ano de 2015, foi emprestado por uma temporada ao Las Palmas para jogar a La Liga de 2015-16. O jogador chegou em festa, pois o time da ilha de Gran Canaria havia disputado a segunda divisão junto com o time de Willian e conseguiu o acesso pelos play-offs derrotando na final o próprio Zaragoza por 2-0.[carece de fontes?]
Pelo time espanhol, Willian José marcou 10 gols em 34 jogos. Ajudou o time a chegar nas quartas de final da Copa do Rei e ajudou a manter o clube na primeira divisão, ficando em 11º colocado.[carece de fontes?]

### Real Sociedad

#### 2016-17

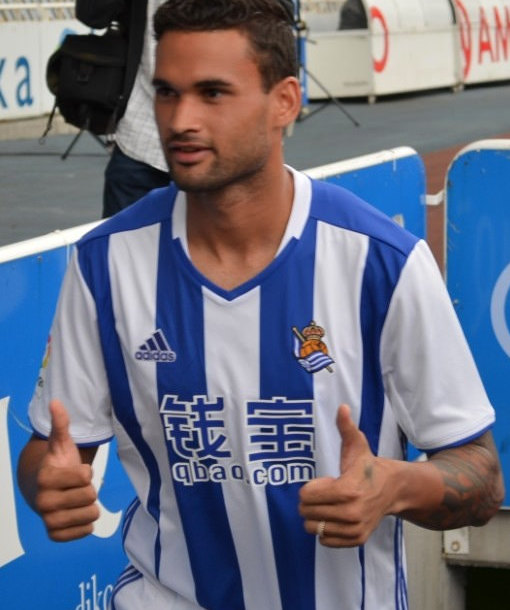
Willian em sua apresentação pelo Real Sociedad em 2016

No dia 31 de julho de 2016, Willian José acertou em definitivo com a Real Sociedad, com contrato válido até 2021.
Em sua primeira temporada pelo time basco, Willian conseguiu marcar 14 gols em 34 partidas, sendo 12 bolas na rede pela La Liga. O bom desempenho deixou o clube na 6ª colocação do Campeonato Espanhol de 2016-17, garantindo assim vaga para a Terceira Pré-Eliminatória da Liga Europa da UEFA de 2017-18, seria a primeira vez que o alagoano disputaria uma competição continental na Europa. Na ocasião, Willian ficou apenas a 1 gol de ultrapassar os números de Neymar e se tornar o principal artilheiro brasileiro daquela temporada de campeonato espanhol.[carece de fontes?]

#### 2017-18
Durante a temporada 2017-18, o jogador conseguiu marcar em 50% das partidas que disputou, com 20 gols em 40 jogos.[carece de fontes?] Willian contribuiu, no dia 19 de outubro de 2017, com seus quatro gols, e primeiros gols na competição, na vitória de 6-0 de seu time contra o Vardar, pela terceira rodada da Fase de Grupos da Europa League 2017-18. Com esse feito, ele tronou-se o primeiro brasileiro a marcar 4 gols na Europa League. No fim da fase de grupos, a Real Sociedad passou em 2º e teve de disputar os 16-avos de final sem Willian em campo por conta de uma lesão sofrida por estresse na base do terceiro metatarso do pé esquerdo. O time espanhol foi eliminado pelo RB Salzburg.[carece de fontes?]
Pela La Liga de 2017-18, o jogador aplicou 15 gols e foi o brasileiro com mais gols na competição espanhola daquela temporada. Apesar do desempenho individual ter sido melhor que a da época anterior, a Real Sociedad não conseguiu repetir os bons resultados de 2016-17 pela La Liga e ficou em 11º colocado.[carece de fontes?]

#### 2018-19
Durante a temporada 2018-19, Willian não marcou gols pela Copa do Rei, e viu seu time ser eliminado pelo Real Betis nas oitavas de final. Pela La Liga, o brasileiro marcou fez 11 gols, e contribuiu para o time ficar em 9º colocado na competição.[carece de fontes?]

#### 2019-20

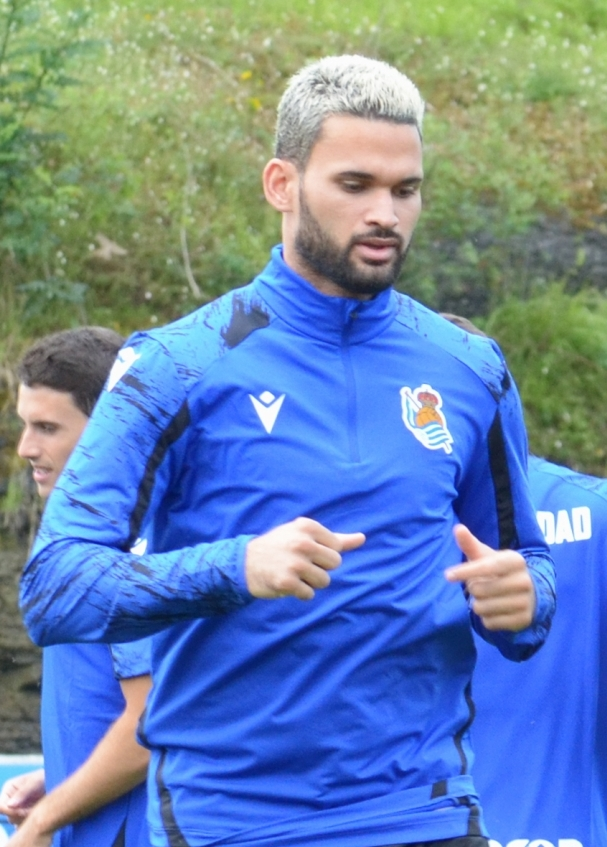
WIllian treinando pelo Real Sociedad em 2021

Em 2019-20, continuou passando em branco pela Copa do Rei, mas viu o time conseguir chegar ao título da competição no dia 3 de abril de 2020, após vencerem o rival Athletic Bilbao por 1-0. Era a primeira vez em 34 anos que o time basco vencia a Copa. Pela La Liga, José contribuiu com 11 gols e ajudou o time espanhol a ficar em 6º colocado na tabela, garantindo assim vaga para Fase de grupos da Liga Europa da UEFA de 2020-21.[carece de fontes?]

#### 2020-21
Durante a temporada 2020-21, Willian faria seus últimos 21 jogos pelo clube da Espanha. O jogador fez gols em quase todas as competições que disputou naquela temporada, com exceção da Supercopa da Espanha de 2020-21, quando viu seu time ser eliminado na semifinal pelo Barcelona nas penalidades, após empate de 1-1 em tempo normal. No jogo, José errou sua cobrança. Naquela parte da temporada, o brasileiro fez seis gols pela Real Sociedad. Ao todo, o jogador saiu do time fazendo 170 jogos, 62 gols e 15 assistências.[carece de fontes?]

### Wolverhampton
No dia 23 de janeiro, o time inglês Wolverhampton anunciou a chegada do brasileiro por empréstimo de meia temporada. Havia uma opção de compra de 20 milhões de euros, caso o time da Inglaterra quisesse permanecer com o jogador. Essa seria a primeira vez que Willian jogaria a Premier League na carreira.
Willian não correspondeu às expectativas no time inglês e marcou um gol em 17 jogos pelos Wolves e não teve sua opção de compra exercida.

### Real Betis

#### 2021-22
No dia 26 de agosto de 2021, o jogador foi contratado por empréstimo ao Real Betis até o dia 30 de junho de 2022. Pelo clube de Sevilha, o jogador disputou a La Liga de 2021-22, a Europa League e a Copa do Rei. E marcou em todas as competições.[carece de fontes?]
Pela Europa League, no dia 30 de setembro de 2021, o jogador atuou na competição pela primeira vez desde o dia 10 de dezembro de 2020, quando fez um gol na vitória contra a Napoli, em partida válida pela segunda rodada da Fase de Grupos da Liga Europa, contra o Ferencváros, o brasileiro deu sua primeira assistência na competição.[carece de fontes?] José viu seu time ser eliminado diante o Frankfurt pelas oitavas de final.
Na Copa do Rei, Willian esteve presente em 4 dos 8 jogos do Real Betis na competição.[carece de fontes?] O jogador fez seu único gol nas quartas de final contra o Real Sociedad no dia 3 de fevereiro de 2021. Após isso, o brasileiro viu sua equipe ser campeã da competição ao derrotar o Valencia nos pênaltis. Era o primeiro título, de copa, do time após 17 anos de jejum. Nas penalidades, Willian acertou a bola na rede na segunda cobrança.[carece de fontes?]
Pela La Liga, o jogador fez 9 gols e 32 rodadas de campeonato e ajudou a deixar o clube na 5ª colocação, obtendo vaga para Fase de grupos da Liga Europa da UEFA de 2022–23. Dado ao regulamento da competição, uma vaga extra foi dada ao 6º colocado, a Real Sociedad, pois o Betis havia sido campeão da Copa do Rei, ganhando ali uma vaga direta para a mesma competição europeia.[carece de fontes?]

#### 2022-23
No dia 3 de junho de 2022, o jogador assinou um contrato em definitivo pelo Real Betis. O time de Sevilha pegou o jogador após seu contrato se encerrar com a Real Sociedad, e o contratou até 2026.
Na temporada 2022-23, Willian esteve presente em todas as competições do clube. Mas viu seu clube ser eliminado pelo Barcelona em cobranças de pênaltis da Supercopa da Espanha de 2022-23. Diferente da primeira vez, quando jogava pela Sociedad, o jogador acertou sua cobrança,> mas nada pôde fazer para evitar a eliminação.[carece de fontes?]
Pela La Liga de 2022–23, o brasileiro não correspondeu as expectativas. Apesar dos 28 jogos, o atacante fizera apenas 2 gols e 1 assistência.[carece de fontes?] A equipe terminou a temporada em 6º colocado. O clube ganhou vaga para Europa League da temporada seguinte com essa colocação.
Durante a Copa del Rey de 2022–23, o atacante estreou fazendo um doblete contra o CD Ibiza. Todavia, na partida seguinte, o jogador não participou de gols e sua equipe foi eliminada diante o Osasuna nas penalidades. Willian não chegou a cobrar, pois foi substituído ainda no primeiro tempo.
Disputando a Liga Europa da UEFA de 2022–23, o jogador novamente estreou fazendo um doblete contra o HJK Helsinki. Todavia, esses foram seus únicos gols na competição. A equipe espanhola foi eliminada pelo Manchester United nos jogos de oitavas de final.
Ao fim da temporada, Willian marcou seis gols e deu uma assistência em 39 partidas.[carece de fontes?]

#### 2023-24
O jogador, que já estava há quase uma década na Europa, relevou em entrevista à ESPN que clubes brasileiros o procuraram (São Paulo e Vasco da Gama), mas que ele tem preferência por continuar em solo Europeu durante seu contrato com o Real Betis:
| “ | Eu tenho mais 4 anos de contrato, então eu quero cumprir o contrato que eu tenho aqui para depois pensar em voltar 'pro' Brasil, ou pensar em continuar aqui. Mas no momento eu não tenho vontade de voltar ao Brasil. Alguns times me perguntaram no final do ano (2022) e agora também, no meio do ano (Vasco e São Paulo), se eu queria voltar, mas eu sempre falo 'pro' meu empresário que minha intenção não é voltar para o Brasil agora. Então quero continuar mais 3, 4, [...] 5 anos [...] para fazer minha carreira bem aqui na Europa. | ” |
|   | |   |

Estreando pela La Liga de 2023–24, o brasileiro começou a temporada de forma exímia. Em 4 jogos, o brasileiro fez 3 gols sendo um dos artilheiros nessa fase inicial do campeonato.
Em 31 de março, Willian José foi o grande destaque do time do Betis no confronto contra o Girona. Apesar da derrota por 3 a 2, ele teve uma atuação excelente e marcou um bis.
Willian José fez sua melhor temporada no Betis desde que chegou ao clube. Em 2023/24, foram 14 gols e seis assistências em 43 jogos.

### Bahia
Após reincidir com o Spartak Moscou, da Rússia, Willian José assina com o Bahia até o final de 2026.

## Seleção Brasileira

### Sub-20
Em 2011, Willian José integrou os times vencedores da Copa do Mundo Sub-20 da FIFA e da Juventude Sul-Americana com o Brasil.

### Principal
Em 12 de março de 2018, foi convocado por Tite para os amistosos contra a Rússia e a Alemanha, antes da Copa do Mundo FIFA de 2018.

## Estatísticas
Até 12 de janeiro de 2023.
| Clube                | Temporada         | Campeonato Nacional | Campeonato Nacional | Copa Nacional | Copa Nacional | Competição Internacional¹ | Competição Internacional¹ | Outros Torneios² | Outros Torneios² | Total | Total |
| Clube                | Temporada         | Jogos               | Gols                | Jogos         | Gols          | Jogos                     | Gols                      | Jogos            | Gols             | Jogos | Gols  |
| -------------------- | ----------------- | ------------------- | ------------------- | ------------- | ------------- | ------------------------- | ------------------------- | ---------------- | ---------------- | ----- | ----- |
| São Paulo            | 2011              | 9                   | 0                   | 3             | 0             | 0                         | 0                         | 10               | 1                | 22    | 1     |
| São Paulo            | 2012              | 19                  | 7                   | 4             | 2             | 7                         | 3                         | 14               | 13               | 44    | 25    |
| São Paulo            | Total             | 24                  | 7                   | 7             | 2             | 7                         | 3                         | 24               | 14               | 66    | 26    |
| Grêmio               | 2013              | 0                   | 0                   | 0             | 0             | 3                         | 0                         | 6                | 3                | 9     | 3     |
| Grêmio               | Total             | 0                   | 0                   | 0             | 0             | 3                         | 0                         | 6                | 3                | 9     | 3     |
| Santos               | 2013              | 23                  | 5                   | 2             | 0             | 0                         | 0                         | 0                | 0                | 25    | 5     |
| Santos               | Total             | 23                  | 5                   | 2             | 0             | -                         | -                         | -                | -                | 25    | 5     |
| Real Madrid Castilla | 2014              | 16                  | 4                   | 0             | 0             | -                         | -                         | -                | -                | 16    | 4     |
| Real Madrid Castilla | Total             | 16                  | 4                   | 0             | 0             | -                         | -                         | -                | -                | 16    | 4     |
| Real Madrid          | 2014              | 1                   | 0                   | -             | -             | -                         | -                         | -                | -                | 1     | 0     |
| Real Madrid          | Total             | 1                   | 0                   | -             | -             | -                         | -                         | -                | -                | 1     | 0     |
| Real Zaragoza        | 2014-15           | 37                  | 10                  | 1             | 0             | -                         | -                         | -                | -                | 38    | 10    |
| Real Zaragoza        | Total             | 37                  | 10                  | 1             | 0             | -                         | -                         | -                | -                | 38    | 10    |
| Las Palmas           | 2015-16           | 30                  | 9                   | 4             | 1             | -                         | -                         | -                | -                | 34    | 10    |
| Las Palmas           | Total             | 30                  | 9                   | 4             | 1             | -                         | -                         | -                | -                | 34    | 10    |
| Real Sociedad        | 2016-17           | 28                  | 12                  | 6             | 2             | -                         | -                         | -                | -                | 35    | 14    |
| Real Sociedad        | 2017-18           | 34                  | 15                  | 0             | 0             | 6                         | 5                         | -                | -                | 40    | 20    |
| Real Sociedad        | 2018-19           | 31                  | 11                  | 3             | 0             | -                         | -                         | -                | -                | 34    | 11    |
| Real Sociedad        | 2019-20           | 37                  | 11                  | 4             | 0             | -                         | -                         | -                | -                | 41    | 11    |
| Real Sociedad        | 2020-21           | 13                  | 3                   | 1             | 2             | 6                         | 1                         | 1                | 0                | 21    | 6     |
| Real Sociedad        | Total             | 143                 | 52                  | 14            | 4             | 12                        | 6                         | 1                | 0                | 171   | 62    |
| Wolverhampton        | 2020-21           | 17                  | 1                   | 1             | 0             | -                         | -                         | -                | -                | 18    | 1     |
| Wolverhampton        | Total             | 17                  | 1                   | 1             | 0             | -                         | -                         | -                | -                | 18    | 1     |
| Real Betis           | 2021-22           | 32                  | 9                   | 4             | 1             | 8                         | 1                         | -                | -                | 44    | 11    |
| Real Betis           | 2022-23           | 12                  | 0                   | 1             | 2             | 6                         | 2                         | 1                | 0                | 20    | 4     |
| Real Betis           |                   | 44                  | 9                   | 5             | 3             | 14                        | 3                         | 1                | 0                | 64    | 15    |
| Spartak Moscou       | 2024-25           | 13                  | 1                   | 0             | 0             | 0                         | 0                         | 0                | 0                | 13    | 1     |
| Bahia                | 2025              | 13                  | 3                   | 2             | 3             | 11                        | 2                         | 10               | 3                | 36    | 11    |
| Total na Carreira    | Total na Carreira | 335                 | 97                  | 34            | 10            | 36                        | 12                        | 32               | 15               | 491   | 148   |

¹Em competições continentais, incluindo jogos e gols da Copa Sul-Americana e Copa Libertadores.

²Em outros, incluindo jogos e gols pelo Campeonato Estadual e Supercopa da Espanha.
Todos os gols de Willian José pela Seleção Brasileira:
|    | Data                   | Local                                                  | Placar | Resultado   | Adversário | Gols | Competição                        |
| -- | ---------------------- | ------------------------------------------------------ | ------ | ----------- | ---------- | ---- | --------------------------------- |
| 1. | 20 de janeiro de 2011  | Peru, Tacna, Estádio Jorge Basadre                     | 2–0    | 3–1         | Colômbia   | 1    | Campeonato Sul-Americano - Sub-20 |
| 2. | 31 de janeiro de 2011  | Peru, Arequipa, Monumental Virgen de Chapi             | 5–1    | 5–1         | Chile      | 1    | Campeonato Sul-Americano - Sub-20 |
| 3. | 6 de fevereiro de 2011 | Peru, Arequipa, Monumental Virgen de Chapi             | 1–1    | 1–2         | Argentina  | 1    | Campeonato Sul-Americano - Sub-20 |
| 4. | 1 de agosto de 2011    | Colômbia, Barranquilla, Metropolitano Roberto Meléndez | 3–0    | 3–0         | Áustria    | 1    | Mundial Sub-20 de 2011            |
| 5. | 14 de agosto de 2011   | Colômbia, Pereira, Hernán Ramírez Villegas             | 1–0    | 2 (4)–2 (2) | Espanha    | 1    | Mundial Sub-20 de 2011            |

Todos os gols de Willian José pelo Grêmio:
|    | Data                    | Local                             | Placar | Resultado | Adversário    | Competição                        |
| -- | ----------------------- | --------------------------------- | ------ | --------- | ------------- | --------------------------------- |
| 1. | 13 de fevereiro de 2013 | Porto Alegre, Estádio Olímpico    | 4–0    | 5–0       | Santa Cruz-RS | Campeonato Gaúcho (Taça Piratini) |
| 2. | 13 de fevereiro de 2013 | Porto Alegre, Estádio Olímpico    | 5–0    | 5–0       | Santa Cruz-RS | Campeonato Gaúcho (Taça Piratini) |
| 3. | 24 de fevereiro de 2013 | Caxias do Sul, Estádio Centenário | 1–2    | 1–2       | Internacional | Campeonato Gaúcho (Taça Piratini) |

Todos os gols de Willian José pelo Santos:
|    | Data                   | Local                         | Placar | Resultado | Adversário  | Competição                      |
| -- | ---------------------- | ----------------------------- | ------ | --------- | ----------- | ------------------------------- |
| 1. | 1 de junho de 2013     | Santos, Vila Belmiro          | 1–1    | 1–1       | Grêmio      | Campeonato Brasileiro - Série A |
| 2. | 13 de julho de 2013    | Santos, Vila Belmiro          | 2–0    | 4–1       | Portuguesa  | Campeonato Brasileiro - Série A |
| 3. | 7 de agosto de 2013    | Santos, Vila Belmiro          | 1–1    | 1–1       | Corinthians | Campeonato Brasileiro - Série A |
| 4. | 18 de setembro de 2013 | Porto Alegre, Arena do Grêmio | 1–1    | 1–1       | Grêmio      | Campeonato Brasileiro - Série A |
| 5. | 22 de setembro de 2013 | Santos, Vila Belmiro          | 2–0    | 2–1       | Criciúma    | Campeonato Brasileiro - Série A |

Todos os gols de Willian José pelo Real Madrid Castilla:
|    | Data                | Local                      | Placar | Resultado | Adversário | Competição                |
| -- | ------------------- | -------------------------- | ------ | --------- | ---------- | ------------------------- |
| 1. | 15 de março de 2014 | Huelva, Nuevo Colombino    | 1–0    | 3–2       | Recreativo | Segunda Divisão Espanhola |
| 2. | 15 de março de 2014 | Huelva, Nuevo Colombino    | 2–1    | 3–2       | Recreativo | Segunda Divisão Espanhola |
| 3. | 15 de março de 2014 | Huelva, Nuevo Colombino    | 3–2    | 3–2       | Recreativo | Segunda Divisão Espanhola |
| 4. | 18 de maio de 2014  | Madrid, Alfredo Di Stéfano | 1–1    | 3–2       | Las Palmas | Segunda Divisão Espanhola |

Todos os gols de Willian José pelo Real Zaragoza:
|     | Data                   | Local                          | Placar | Resultado | Adversário | Competição                |
| --- | ---------------------- | ------------------------------ | ------ | --------- | ---------- | ------------------------- |
| 1.  | 12 de outubro de 2014  | Lugo, Ángel Carroombino        | 3–3    | 3–3       | Lugo       | Segunda Divisão Espanhola |
| 2.  | 16 de novembro de 2014 | Zaragoza, La Romareda          | 1–1    | 2–2       | Betis      | Segunda Divisão Espanhola |
| 3.  | 11 de janeiro de 2015  | Las Palmas, Gran Canaria       | 2–5    | 3–5       | Las Palmas | Segunda Divisão Espanhola |
| 4.  | 11 de janeiro de 2015  | Las Palmas, Gran Canaria       | 3–5    | 3–5       | Las Palmas | Segunda Divisão Espanhola |
| 5.  | 29 de março de 2015    | Zaragoza, La Romareda          | 1–0    | 1–1       | Alcorcón   | Segunda Divisão Espanhola |
| 6.  | 24 de maio de 2015     | Zaragoza, La Romareda          | 1–0    | 1–1       | Alcorcón   | Segunda Divisão Espanhola |
| 7.  | 7 de junho de 2015     | Valladolid, José Zorrilla      | 2–1    | 3–1       | Valladolid | Segunda Divisão Espanhola |
| 8.  | 14 de junho de 2015    | Girona, Municipal de Montilivi | 1–0    | 4–1       | Girona     | Segunda Divisão Espanhola |
| 9.  | 14 de junho de 2015    | Girona, Municipal de Montilivi | 2–0    | 4–1       | Girona     | Segunda Divisão Espanhola |
| 10. | 17 de junho de 2015    | Zaragoza, La Romareda          | 3–1    | 3–1       | Las Palmas | Segunda Divisão Espanhola |

Todos os gols de Willian José pelo Las Palmas:
|     | Data                    | Local                        | Placar | Resultado | Adversário    | Competição          |
| --- | ----------------------- | ---------------------------- | ------ | --------- | ------------- | ------------------- |
| 1.  | 12 de dezembro de 2015  | Las Palmas, Gran Canaria     | 1–0    | 1–0       | Betis         | Campeonato Espanhol |
| 2.  | 16 de dezembro de 2015  | San Sebastián, Anoeta        | 1–0    | 1–1       | Real Sociedad | Copa do Rei         |
| 3.  | 25 de janeiro de 2016   | Valência, Ciutat de València | 1–2    | 2–3       | Levante       | Campeonato Espanhol |
| 4.  | 25 de janeiro de 2016   | Valência, Ciutat de València | 2–3    | 2–3       | Levante       | Campeonato Espanhol |
| 5.  | 31 de janeiro de 2016   | Las Palmas, Gran Canaria     | 2–1    | 2–1       | Celta de Vigo | Campeonato Espanhol |
| 6.  | 20 de fevereiro de 2016 | Las Palmas, Gran Canaria     | 1–1    | 1–2       | Barcelona     | Campeonato Espanhol |
| 7.  | 1 de março de 2016      | Las Palmas, Gran Canaria     | 1–0    | 4–0       | Getafe        | Campeonato Espanhol |
| 8.  | 13 de março de 2016     | Las Palmas, Gran Canaria     | 1–1    | 1–2       | Real Madrid   | Campeonato Espanhol |
| 9.  | 19 de março de 2016     | San Sebastián, Anoeta        | 1–0    | 1–0       | Real Sociedad | Campeonato Espanhol |
| 10. | 15 de maio de 2016      | Málaga, La Rosaleda          | 1–1    | 1–4       | Málaga        | Campeonato Espanhol |

Todos os gols de Willian José pela Real Sociedad:
|     | Data                   | Local                           | Placar | Resultado | Adversário      | Competição          |
| --- | ---------------------- | ------------------------------- | ------ | --------- | --------------- | ------------------- |
| 1.  | 9 de setembro de 2016  | San Sebastián, Anoeta           | 1–1    | 1–1       | Espanyol        | Campeonato Espanhol |
| 2.  | 21 de setembro de 2016 | San Sebastián, Anoeta           | 1–0    | 4–1       | Las Palmas      | Campeonato Espanhol |
| 3.  | 21 de setembro de 2016 | San Sebastián, Anoeta           | 4–0    | 4–1       | Las Palmas      | Campeonato Espanhol |
| 4.  | 22 de outubro de 2016  | San Sebastián, Anoeta           | 2–0    | 3–0       | Alavés          | Campeonato Espanhol |
| 5.  | 28 de outubro de 2016  | Leganés, Municipal de Butarque  | 1–0    | 2–0       | Leganés         | Campeonato Espanhol |
| 6.  | 5 de novembro de 2016  | San Sebastián, Anoeta           | 2–0    | 2–0       | Atlético Madrid | Campeonato Espanhol |
| 7.  | 27 de novembro de 2016 | San Sebastián, Anoeta           | 1–0    | 1–1       | Barcelona       | Campeonato Espanhol |
| 8.  | 10 de dezembro de 2016 | San Sebastián, Anoeta           | 1–0    | 3–2       | Valencia        | Campeonato Espanhol |
| 9.  | 10 de dezembro de 2016 | San Sebastián, Anoeta           | 2–0    | 3–2       | Valencia        | Campeonato Espanhol |
| 10. | 4 de janeiro de 2017   | San Sebastián, Anoeta           | 1–0    | 3–1       | Villarreal      | Copa do Rei         |
| 11. | 26 de janeiro de 2017  | Barcelona, Camp Nou             | 3–2    | 5–2       | Barcelona       | Copa do Rei         |
| 12. | 10 de abril de 2017    | San Sebastián, Anoeta           | 1–0    | 3–1       | Sporting Gijón  | Campeonato Espanhol |
| 13. | 23 de abril de 2017    | San Sebastián, Anoeta           | 1–0    | 1–0       | Deportivo       | Campeonato Espanhol |
| 14. | 26 de abril de 2017    | Valência, Mestalla              | 2–0    | 3–2       | Valencia        | Campeonato Espanhol |
| 15. | 19 de agosto de 2017   | Vigo, Balaídos                  | 3–2    | 3–2       | Celta de Vigo   | Campeonato Espanhol |
| 16. | 25 de agosto de 2017   | San Sebastián, Anoeta           | 2–0    | 3–0       | Villarreal      | Campeonato Espanhol |
| 17. | 1 de outubro de 2017   | San Sebastián, Anoeta           | 1–1    | 4–4       | Real Betis      | Campeonato Espanhol |
| 18. | 1 de outubro de 2017   | Escópia, Felipe II da Macedônia | 2–0    | 6–0       | Vardar          | Liga Europa         |
| 19. | 1 de outubro de 2017   | Escópia, Felipe II da Macedônia | 3–0    | 6–0       | Vardar          | Liga Europa         |
| 20. | 1 de outubro de 2017   | Escópia, Felipe II da Macedônia | 4–0    | 6–0       | Vardar          | Liga Europa         |
| 21. | 1 de outubro de 2017   | Escópia, Felipe II da Macedônia | 5–0    | 6–0       | Vardar          | Liga Europa         |
| 22. | 5 de novembro de 2017  | San Sebastián, Anoeta           | 1–0    | 3–1       | Eibar           | Campeonato Espanhol |
| 23. | 17 de novembro de 2017 | Girona, Montilivi               | 1–0    | 1–1       | Girona          | Campeonato Espanhol |

## Títulos
São Paulo
- Copa Sul-Americana: 2012[37]

Real Sociedad
- Copa do Rei: 2019–20

Real Betis
- Copa do Rei: 2021–22

Bahia
- Campeonato Baiano: 2025[38]

Seleção Brasileira
- Sul-Americano Sub-20: 2011
- Mundial Sub-20: 2011

### Individual
- Artilheiro do Campeonato Paulista Sub-17 - 2008 (10 gols)